# Acalypha hassleriana
Acalypha hassleriana é uma espécie de flor do gênero Acalypha, pertencente à família Euphorbiaceae.